# یواس‌اس استندیش (۱۸۶۴)
یواس‌اس استندیش (۱۸۶۴) (به انگلیسی: USS Standish (1864)) یک کشتی بود که طول آن ۱۳۷ فوت (۴۲ متر) بود. این کشتی در سال ۱۸۶۵ ساخته شد.